# Porto flip
O Porto flip é um coquetel feito à base de conhaque que geralmente se consome após uma refeição. A bebida é tipicamente preparada com conhaque, Porto Tawny e uma gema de ovo. É classificado pela International Bartenders Association (IBA) como um long drink (bebida longa). É o único flip que está incluído na lista de coquetéis oficiais da IBA, na categoria "Inesquecível".
O Porto Flip foi o primeiro registro de Jerry Thomas no seu livro de The Bartender’s Guide: How to Mix Drinks; A Bon Vivant’s Companion. O Porto Flip algumas vezes é chamado "Coffee Cocktail" (coquetel de café), não por causa dos ingredientes, mas por causa de sua aparência.

## Receita
Segundo a IBA, o coquetel é servido depois da refeição principal e é composto de
- 15 ml de conhaque
- 45 ml de Porto Ruby
- 10 ml de gema de ovo

Para preparar a bebida, deve-se misturar todos os ingredientes em uma coqueteleira com gelo, agitar bem, coar, colocar em um copo de coquetel e polvilhar com noz-moscada moída fresca.